# Juan Manuel González Corominas
Pas d'image ? Cliquez ici
 Juan Manuel González Corominas, né le 24 mai 1968, à Navàs est un pilote espagnol de rallye-raid, de motocross et de quad.

## Palmarès

### Résultats au Rallye Dakar
- 2006 : 1re en catégorie Quad
- 2010 : 3e en catégorie Quad

## Autre
- 2017 - Rallye du Maroc : Manager de l'équipe Pedraga avec deux pilotes italiens Carlo Seminara et Gabrielle Milleni en moto et Sergey Karyakin en quad[1].